# Йшов четвертий рік війни...
«Йшов четвертий рік війни...» (рос. Шёл четвёртый год войны...) — російський радянський пригодницький воєнний фільм Георгія Ніколаєнка, знятий на основі повісті Олександра Бєляєва «Таємниця глухого лісу». Прем'єра відбулась у вересні 1983 року.

## Сюжет фільму
Події фільму розгортаються восени 1944 року, під час відступу німецьких військ у західній Білорусі. Полковнику розвідки було доручено розвідати територію Глухого лісу, яким через 3 дні збирається здійснювати наступ радянська армія. Останнім часом саме у цьому лісі спостерігається активізація німецьких диверсантів. Він організовує спеціальний загін, члени якого переодягаються у форму німецький фельдполіцейський, спійманих напередодні. Загін проникає на територію лісу, по дорозі їм зустрічаються різні перепони. Але головне чи зможуть вони дізнатись про наміри німецьких командувачів і передати важливу інформацію своєму керівництву.

## В ролях
| Актор                    | Роль                         |
| ------------------------ | ---------------------------- |
| Людмила Савельєва        | капітан Надія Мороз          |
| Микола Олялін            | полковник Микола Павлов      |
| Олександр Збруєв         | капітан Спірін               |
| Лев Дуров                | староста Савелій Хомутов     |
| Микола Єременко молодший | розвідник Антипов            |
| Олександр Денисов        | розвідник Журба              |
| Тимофій Співак           | розвідник Артур              |
| В'ячеслав Баранов        | розвідник Птахін             |
| Володимир Смирнов        | розвідник Буренков           |
| Олександр Лебедєв        | розвідник Красильников       |
| Олександр Новіков        | водій німецького пеленгатора |
| Андрій Гусєв             | водій полковника             |
| Василь Купріянов         | єфрейтор Краппе              |
| Володимир Мащенко        | полонений майор              |
| Микола Скоробогатов      | генерал                      |
| Павло Іванов             | німець                       |
| Леонід Трутнєв           | поліцай                      |
| Володимир Шихов          | поліцай                      |

## Знімальна група
- Режисер: Георгій Ніколаєнко
- Сценарист: Олександр Бєляєв
- Оператор: Анатолій Гришко
- Композитор: Віталій Філіпенко